# 苯甲酸胆固醇脂
苯甲酸胆固醇脂（英語：Cholesteryl benzoate），又称安息香酸胆固醇脂及胆甾醇苯甲酸酯，系統命名5-膽甾烯-3β-醇苯甲酸酯（5-cholesten-3β-yl benzoatec或5-cholesten-3-yl benzoatec），是一種有機化合物，由苯甲酸（安息香酸）与胆固醇形成的酯类化合物。常溫下為白色結晶固體。
苯甲酸胆固醇脂可以用來作為用於液晶顯示器的液晶之組成成分，但由於熔點非室溫無法單獨製作液晶顯示器；也可熱致變色液晶的成分之一、或用在一些化妝品製劑中。
该物质为人类最早发现的具有液晶特性的化合物。该物质在145 °C至178.5 °C之间为液晶态。1888年，弗里德里希·莱尼泽发现该材料具有液晶特性。

## 歷史
苯甲酸胆固醇脂是歷史上第一種在常壓下被發現具有液晶相態的物質。1888年，奧地利的植物學家兼化學家，弗里德里希·萊尼澤為了研究蔬菜裡的膽固醇衍生物在植物裡扮演的角色，他藉由在植物內加熱苯甲酸膽固醇脂研究膽固醇在植物的功能時，他從胡蘿蔔中萃取出苯甲酸胆固醇脂，並加熱苯甲酸胆固醇脂測量熔點，使用其熔點作為物質純度的一個重要指標，但在加熱的過程中發現奇怪的現象：該物質在熔化時需要兩個步驟，在145℃時溶化為呈珍珠色光彩混濁狀的液體，繼續加熱，在179℃時變為透明的液體，而後他將液態的苯甲酸膽固醇脂冷卻，結果當溫度降低到179℃時，光彩的混濁又再度出現，轉為液晶的瞬間呈現藍色，低於145℃時又凝固結晶為固體，該現象是可逆的。他無法理解此現象，因此同年3月14日他寫信給德國物理學家奧托·雷曼，他們交換了信件和樣品，雷曼用有加熱裝置的顯微鏡觀察熔點時的混濁物，他發現光通過該光彩混濁物質之後產生雙折射效應，且有類似晶體有序的排列結構，即該流體具有晶體的性質，維也納的同事von Zepharovich表明該"流體"是一個晶體。他們互相通信結束於4月24日，有許多問題尚未解決。5月3日他們在維也納化學學會發表此一發現，雷曼認為膽固醇苯甲酸酯混濁的液體中間相是一種新的物質狀態，並將它稱為“液晶”。

## 性質
苯甲酸胆固醇脂不溶於水，可溶於部分有機溶劑，具有熱穩定性不易分解。

## 制備
可利用苯甲醯氯與膽固醇在四甲基乙二胺（TMEDA）中並在二氯甲烷存在下進行酯化反應而制得

當然也能利用苯甲酸和膽固醇進行酯化反應，但反應過程容易產生其他物質而使產物純度太低。

## 用途
苯甲酸胆固醇脂為人類最早發現的液晶相物質，但常溫下為固態，因此無法單獨製作液晶顯示器，但是可以做為顯示器液晶的成分；另外它與膽固醇壬酸酯和膽固醇油醇碳酸酯混合後可做為熱致變色液晶、它也可以用在一些頭髮染色、make-up、和其他一些化妝品製劑中，此外苯甲酸胆固醇脂也可以做為合成維生素D3的反應中間體。